# MTV Unplugged (Alice in Chains)
MTV Unplugged — концертний альбом американського рок-гурту Alice in Chains, що вийшов у 1996 році.
Альбом містить запис виступу Alice in Chains для телевізійного шоу MTV Unplugged, в якому музиканти виконують пісні на акустичних інструментах. Концерт став першим для сіетлської групи за два з половиною роки, протягом яких вокаліст Лейн Стейлі лікувався від наркозалежності.
Запис програми відбувся 10 квітня 1996 року у театрі Бруклінської музичної академії. Попри хворобливий стан Лейна Стейлі та харчове отруєння гітариста Джеррі Кантрелла, виступ пройшов успішно. Alice in Chains виконали акустичні версії раніше відомих композицій, а також нову пісню «Killer is Me».
Епізод MTV Unplugged за участю Alice in Chains був показаний на телебаченні 28 травня 1996 року. Альбом вийшов 17 липня, дебютувавши на третьому місці в чарті Billboard. На підтримку платівки вийшли сингли «Would?» та «Over Now», відеозапис концерту вийшов на DVD.
Як пізніше з'ясувалося, концерт для MTV став одним з останніх для Лейна Стейлі. Через кілька місяців вокаліста було госпіталізовано через передозування наркотиків, після чого припинив виступи та став вести самітницький спосіб життя. 2002 року Стейлі був знайдений мертвим у своєму будинку; смерть настала через передозування героїну та кокаїну..
Отримавши стримані критичні відгуки відразу після виходу платівки, надалі запис набув статусу культового концертного альбому, став одним з найяскравіших моментів в історії гурту.

## Передісторія
В 1996 році потрапити на живий концерт Alice in Chains було практично неможливо. Група, що входить до «великої четвірки» гранжу, не виступала протягом довгого часу. Концерт мав стати першим за два з половиною роки, протягом яких група скасовувала заплановані виступи та гастролі у зв'язку з лікуванням Лейна Стейлі від наркозалежності, реабілітації та депресії. Героїнова залежність вокаліста унеможливила навіть просування однойменного альбому, що вийшов у 1995 році . За відсутності спільних виступів лідери групи брали участь у сторонніх проєктах: наприклад, Стейлі приєднався до супергрупи Mad Season, а гітарист Джеррі Кантрелл записав сольну пісню «Leave Me Alone», що стала саундтреком для фільму за участю Джима Керрі «Кабельник».
На момент запису альбому телевізійна програма MTV Unplugged існувала упродовж шести років. Формат шоу надавав рок-групам можливість випробувати себе, зігравши в атмосфері, звільненій від потужних підсилювачів, педалей перевантаження, сценічних ефектів та синтетичного звучання. Як раніше продемонстрували Nirvana, Eagles, Stone Temple Pilots і Smashing Pumpkins, виступ віч-на-віч з невеликою групою шанувальників без використання складного сучасного обладнання перетворювався на справжню перевірку композиторських і виконавських здібностей рок-музикантів. Представники телеканалу MTV протягом кількох років неодноразово пропонували Alice in Chains виступити у рамках акустичного шоу, але ті відмовлялися. Продюсер MTV Алекс Колетті, за плечима якого було багато знятих епізодів шоу, не сумнівався, що гурт зможе підтвердити життєздатність гранжу в акустичному форматі.
Після довгих роздумів Alice in Chains погодились виступити. За словами Джеррі Кантрелла, група, довгий час не приймаючи пропозицію, вчинила правильно. "У нас безумовно було достатньо матеріалу, акустичного і не тільки, " — говорив Кантрелл в інтерв'ю журналу Guitar School у серпні 1996 року. «Але я радий, що ми зачекали. Зараз ми як група набагато згуртованіші, ніж раніше. Коли тобі надається можливість, це ще не означає, що настав потрібний час нею скористатися». Одним із факторів, що спростили для Alice in Chains прийняття рішення, була відсутність активного концертного туру. Якби музиканти регулярно виступали перед великою кількістю глядачів, їм було б складніше перебудуватись для акустичного виконання. Крім того, дату запису телевізійного виступу не довелося погоджувати із щільним графіком гастролей. Крім самого факту повернення Alice in Chains після довгої перерви, особливо приваблювало шанувальників те, що акустичний виступ мав стати логічним продовженням попередніх робіт групи. На відміну від музикантів з Nirvana, чий концерт MTV Unplugged in New York у 1993 році був скоріше виходом із зони комфорту, Alice in Chains вже випустили раніше цілу низку акустичних записів, зокрема Sap у 1992 та Jar of Flies у 1994 році. Таким чином, запропонований MTV формат являв собою ідеальну можливість показати нещодавно випущені пісні, а також спрощені версії випущеного раніше важкого матеріалу. Поєднання акустичного та електричного репертуару, доповнене близькістю до слухачів, дозволяли групі продемонструвати видатну майстерність навіть за відсутності великої кількості ефектів та підсилювачів.

## Підготовка до концерту

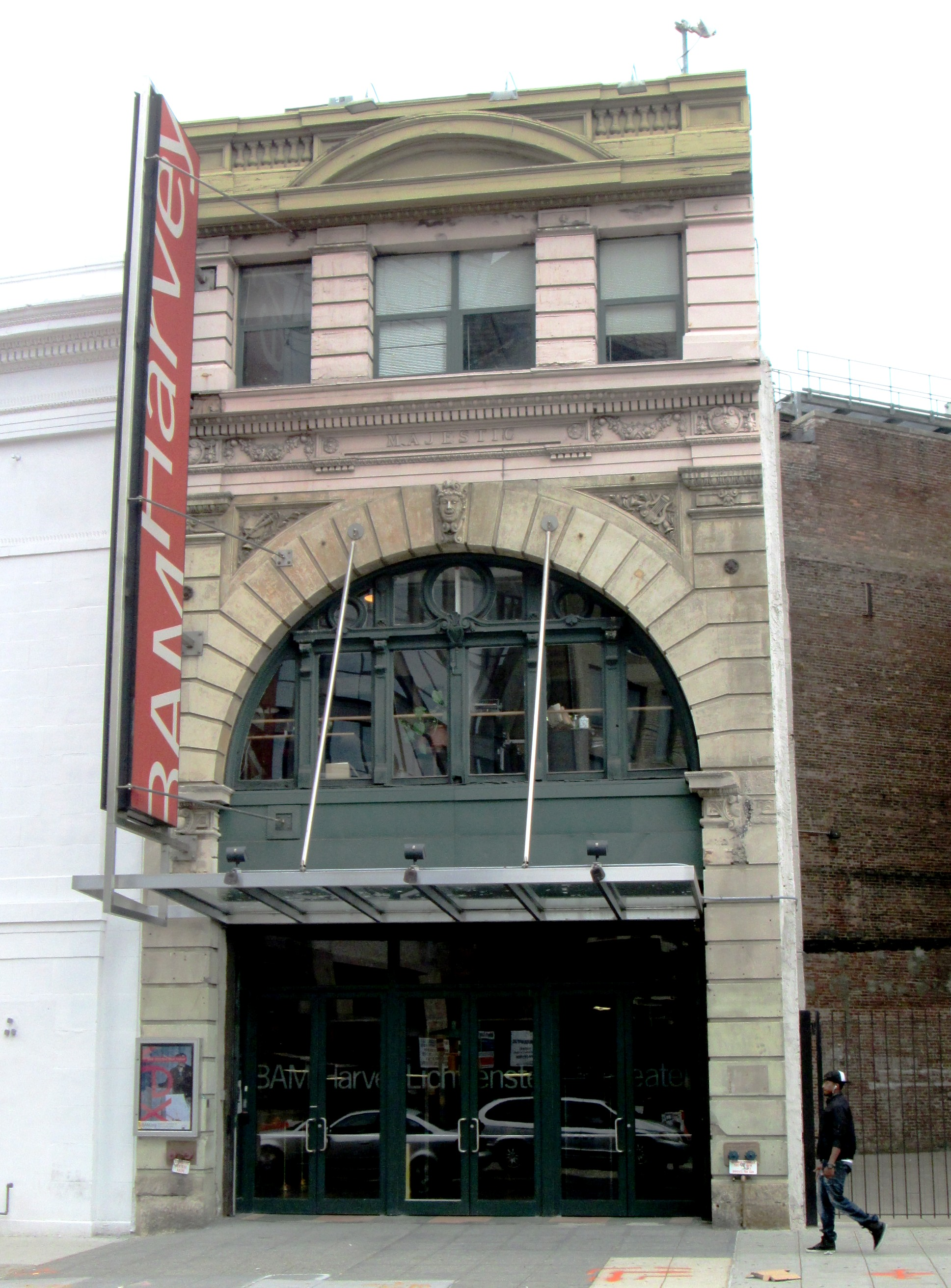
Центральний вхід до театру Бруклінської музичної академії (Нью-Йорк, 2013 рік)

Попри те, що Alice in Chains вважалися «стадіонним» гуртом, невеликий досвід акустичних виступів у них уже був. 1994 року гурт відіграв благодійне шоу в Лос-Анджелесі, де виконав чотири композиції з Sap. Це сталося ще до випуску акустичного мініальбому Jar of Flies, тому фанати, не підготовлені до різкої зміни звучання, залишилися розчаровані виступом. Джеррі Кантрелл переживав, чи зможе гурт прозвучати добре під час телевізійного запису. Для того, щоб розширити звук і спростити виконання пісень, Alice in Chains запросили свого друга, гітариста Скотта Олсона з американо-канадської групи Heart. Alice in Chains і раніше співпрацювали з музикантами цієї групи з сіетлським корінням: на альбомі Sap одна із засновниць Heart Енн Вілсон виконувала партії бек-вокалу в піснях «Brother» і «Am I Inside», а свою попередню платівку Alice in Chains записали в студії Heart Bad Animals.
Репетиції розпочалися у Сіетлі та супроводжувались низкою проблем. За словами Шона Кінні, не проходило і тижня без будь-яких драматичних подій, і музиканти були готові відмовитися від ідеї. Підготовка проходила досить сумбурно і хаотично, кожен музикант з'являвся в зручний для нього час, а поодинокі спільні зустрічі часто виливались у балаканину та неробство. Однак, кілька корисних репетицій все ж таки вдалося провести. Коли у Сіетл прилетів Алекс Колетті, який перевіряв готовність групи, основні проблеми були позаду. «Я пам'ятаю, що йшов [після зустрічі зі Стейлі] і думав: „Круто, Лейн у чудовій формі“. А потім я почув як він співає, і це… це вже був хоум-ран, це був слем-данк», — згадував Колетті. На початку квітня 1996 року гурт приїхав до Нью-Йорка для підготовки до шоу. До репетицій у студії Sony Music Studios підключили продюсера Тобі Райта, і він також залишився задоволеним побаченим.
Майданчиком для знімання MTV Unplugged було обрано театр Бруклінської музичної академії, відомий у той час як Majectic Theater. Півкругла форма амфітеатру якнайкраще підходила для акустичних виступів. Зовнішній вигляд сцени повинен був відповідати музиці, тому художній керівник вирішив навмисно зістарити приміщення. Працівники сцени кілька разів вистрілили у стіни на сцені, щоби створити тріщини. Вручну був зроблений ефект фарби, що відшаровується. В цілому, атмосфера похмурого старого театру з довгою історією підходила для Alice in Chains краще, ніж для багатьох інших гуртів, що виступали тут раніше . В останній момент для прикраси сцени було вирішено використати лавові лампи, які додали несподівану візуальну складову. На відеозаписі шоу помітно, що напівпрозорий парафін у лампах ледве рухається, підкреслюючи неквапливий перебіг уявлення. Організатори концерту досягли такого ефекту випадково, тому що просто не знали, що лампи для повноцінного функціонування треба було заздалегідь добре прогріти. Оскільки волосся соліста групи Лейна Стейлі було пофарбовано в рожевий колір, світлотехнік вирішив побудувати фон сцени відповідно до цього. Під час налаштування звукового обладнання та відеоапаратури для кожної пісні було обрано індивідуальну кольорову гаму освітлення. Наявність заздалегідь відомого сет-ліста, наданого групою MTV, допомогла завчасно підготувати освітлення.

## Концерт

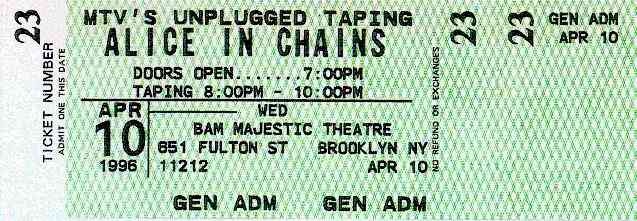
Вхідний квиток на концерт

### День виступу
Концерт у Брукліні було призначено на 10 квітня 1996 року. Для запису було виділено дві години — з 20:00 до 22:00, — але двері театру були відчинені за годину раніше. На концерті було близько 400 глядачів. Виступ був пов'язаний з низкою проблем та затримок. По-перше, Джеррі Кантрелл отруївся хот-догом і погано себе почував. Перед виступом його постійно рвало, тому поруч із ним прямо на сцені поставили відро для сміття. Лейн Стейлі через наркотичну залежність також виглядав хворим. Коли соліст розмовляв у проміжках між піснями, у його голосі чулася відчутна слабкість. За словами гітарного техніка гурту Ренді Біро, перед шоу у них із Лейном почалася сильна ламка. Біро забув героїн і послав когось за дозою. Лейн же приніс із собою стару скляну пляшечку з корковою кришкою, в якій був готовий героїн, і прийняв дозу прямо перед виступом. На додачу до всього продюсер MTV Тобі Райт, який займався записом звуку, знаходився за межами приміщення у вантажівці з апаратурою. Через це Алексу Колетті, який відповідав за запис відео, доводилося постійно виходити з приміщення назовні, щоб дізнатися, як пройшов запис, і дати групі знати, якщо щось потрібно переписати. Через те, що Лейн, Джеррі та група загалом перебували не в кращій формі, організатори очікували, що в ході виступу виникне ще низка непередбачених проблем, і були готові до найгіршого.

### Запис програми
Програму концерту було ретельно підготовлено. Частина пісень відсіялася відразу сама собою, а над деякими гурт працював досить довго, доки не зрозумів, що в акустичному виконанні вони не звучатимуть гідно. У результаті Alice in Chains склали такий сет-лист, який задовольнив би як пересічних слухачів, так і затятих шанувальників. До нього увійшли класичні композиції, що відображали усі етапи музичного розвитку гурту, за винятком дебютного альбому Facelift. Спочатку Alice in Chains збиралися зіграти пісні «Love, Hate, Love» і «We Die Young» з Facelift, але в останній момент відмовилися від цього через обмеження за часом, оскільки хронометраж програми становив всього 45 хвилин. За винятком кількох імпровізацій, більша частина пісень була відрепетирована для виконання у суворій відповідності до альбомних партій. Джеррі Кантрелл виконував свої партії на акустичній гітарі, одночасно підтримуючи складні вокальні гармонії на два голоси з Лейном Стейлі. Майк Айнез вичавлював максимум зі свого акустичного басу, а барабанщик Шон Кінні підтримував грув на барабанах та перкусії. Доповнював звучання запрошений спеціально для запису другий гітарист Скотт Олсон із Heart. Нарешті, Лейн Стейлі зосередився на вокалі, лише в одній із пісень взявши до рук гітару. Для концерту Джеррі Кантрелл вибрав гітари Guild, а Майк Айнез грав на бас-гітарі Alvarez.
Виступ розпочався з композицій, вже відомих слухачам саме в акустичному виконанні. Першою була виконана «Nutshell» з мультиплатинового мініальбому Jar of Flies, за якою пішли моторошна «Brother» зі східними мотивами (перша пісня з Sap) і ще один хіт з Jar of Flies — «No Excuses». Після цього музиканти перейшли до «переосмислення» своїх важких композицій, здебільшого виконуючи акустичні версії улюблених пісень з альбомів Dirt та Alice in Chains. У звільнених від оригінальних аранжувань піснях «Rooster», «Down in a Hole», «Heaven Beside You» і «Would?» можна було почути непомічені раніше нюанси. У проміжку між піснями Джеррі Кантрелл виконав куплет пісні «Gloom, Despair and Agony on Me» із телевізійного шоу Hee Haw. Виступ не міг обійтися без безумовного фаворита публіки з альбому Sap — пісні «Got Me Wrong», добре відомої слухачам по саундтреку до комедії «Клерки» (1994). Після виконання пісні «Over Now», яка йшла дванадцятою, Лейн Стейлі подякував глядачам словами: «Дякую. Думаю, це все». Зал несхвально зашумів, і гурт погодився зіграти ще одну композицію, над якою працював перед концертом. Обмінявшись інструментами (Олсон узяв у руки бас, а Айнез — акустичну гітару), музиканти вперше виконали пісню «Killer is Me». Після того, як гурт виконав всі заплановані пісні, було вирішено зробити додаткові дублі для деяких з них, щоб пізніше мати можливість вибрати, яку з версій включити в альбом. Alice in Chains повторно зіграли «Nutshell», «Sludge Factory», «Angry Chair», «Would?», «Frogs», «Killer is Me» і «Got Me Wrong». У результаті запис зайняв близько трьох годин замість запланованих двох.

### Особливості концерту
У проміжках між піснями музиканти спілкувалися з публікою, жартували та кепкували над своїм гітарним техніком, підтримуючи інтимну атмосферу. Присутні могли лише здогадуватися про те, з якими складнощами був пов'язаний виступ. Разом з тим організатори та члени команди Alice in Chains, які знали про проблеми, були щасливі. Композиції «Sludge Factory» і «Down in a Hole» не вдалося виконати з першого разу, і групі довелося вступати заново. На думку звукорежисера Тобі Райта, причиною нервозності Лейна могло бути те, що навпроти нього в залі сиділи керівники Sony Music Мішель Ентоні та Дон Айнер, до яких є посилання в тексті пісні «Sludge Factory».
На виступі були присутні друзі музикантів Alice in Chains із гурту Metallica, які нещодавно змінили стиль і коротко підстриглися. З цієї нагоди басист Майк Айнез написав на своїй бас-гітарі «Друг не дасть другу зробити коротку стрижку» (англ. Friends Don't Let Friends (Get Friends Haircuts)). Крім цього, перед початком однієї з композицій на записі можна почути уривок основного рифу з «Enter Sandman» «Металіки» у виконанні Айнезу та Кінні. Пізніше, коли гурт готувалася виконати пісню «Angry Chair», Джеррі Кантрелл зіграв вступний риф з іншої пісні цього колективу — «Battery». Треба зауважити, що за декілька років — у 2002 році — Айнез був одним з претендентів на заміну бас-гітариста Джейсона Ньюстеда, який пішов з Metallica, проте вибір ветеранів групи впав на Роберта Трухільо.
Джеррі Кантрелл в інтерв'ю журналу Guitarist влітку 1996 року зазначив: «Важко вибрати найкращу пісню [з виступу]. Скажу так: ми ніколи раніше не грали „Down in a Hole“ наживо, але її виконання нам справді вдалося». Думку музиканта підтримав Ден Епстайн з журналу Rolling Stone, у 2017 році включивши це виконання «Down in a Hole» до десятки видатних виступів Лейна Стейлі. За словами Алекса Колетті, невизнаним героєм шоу став барабанщик Шон Кінні. Йому вдалося те, від чого залежить успіх шоу Unplugged: зіграти спокійно та помірно, давши можливість іншим музикантам знизити гучність та відіграти акустичний концерт. «Коли барабанщик грає, як на звичайному рок-концерті, решта теж викручують свої монітори на максимум, і задумане гарне акустичне звучання перетворюється на звук лайнових електрогітар», — сказав продюсер.

## Вихід альбому

### Випуск телепрограми
Чорнова версія програми для MTV була готова за два тижні. Лейн Стейлі ознайомився з готовим матеріалом і залишився незадоволеним результатом. Здавалося, що відеоряд виставляє його у невигідному світлі. Музикант хотів уникнути стигматизації, залучення зайвої уваги до своїх особистих проблем та боротьби з наркотичною залежністю. Наприклад, хоча під час шоу Стейлі був постійно зосередженим, у відео увійшли фрагменти, де він виглядав сонним та повільним. Лейн міг сидіти із заплющеними очима протягом кількох тактів поспіль, а коли він нарешті починав співати, камера перемикалася на Джеррі, Майка чи когось іншого. Лейн Стейлі звернувся до Тобі Райта з проханням внести зміни у відео. Райт у кілька заходів відредагував матеріал, переставляючи кадри місцями та погоджуючи кожну зміну з Лейном. Коли Стейлі нарешті задовольнився отриманим результатом, Тобі Райт звернувся до MTV із зазначенням позначок часу та конкретних речей, які потребують виправлення. MTV пішли назустріч побажанням та виконали прохання музиканта.
Шоу було показано на телебаченні 28 травня 1996 року. Альбом вийшов 17 липня і дебютував на третьому місці в чарті Billboard. Серед усіх альбомів серії MTV Unplugged лише записи «Нірвани» та Рода Стюарта дебютували на вищих місцях у рейтингах. До того, на відміну від успіху альбому Nirvana, що вийшов вже після смерті Курта Кобейна на піку популярності гурту, інтерес до платівки Alice in Chains залишався незмінно високим з моменту її випуску. На підтримку альбому вийшов сингл з піснею «Over Now», який дістався 4-го і 24-го місця в американських рок-чартах Hot Mainstream Rock Tracks і Modern Rock Tracks відповідно, а також промосингл «Would?» — тільки для радіостанцій. Сам альбом згодом отримав платиновий статус від Американської асоціації звукозаписних компаній.

### Доля Лейна Стейлі
Дарма що акустичний концерт у Брукліні пройшов успішно, було очевидно, що проблеми Стейлі зі здоров'ям дуже серйозні і його стан гіршає з кожним днем. Як і у випадку з іншим знаковим акустичним альбомом епохи гранжу — Unplugged in New York групи Nirvana — трагічні події не змусили себе довго чекати. Відновивши публічні виступи, навесні 1996 року Alice in Chains ще двічі з'явилися на телебаченні, виступивши у програмі Saturday Night Special та у «Пізньому шоу з Девідом Леттерманом». Влітку 1996 року Alice in Chains виступали на розігріві у Kiss протягом чотирьох вечорів. Після завершального шоу в Канзасі 3 липня 1996 року вокаліст Alice in Chains опинився в лікарні через передозування наркотиків. Гурт вкотре припинив виступи.
Як пізніше з'ясувалося, виступ у Канзасі став останнім для Alice in Chains у цьому складі. У жовтні 1996 року померла колишня наречена Лейна Стейлі Демрі Перрот, після чого вокаліст став вести відлюдницький спосіб життя. Джеррі Кантрелл зосередився на записі сольного альбому. Решта музикантів Alice in Chains пішла у тривалу творчу відпустку, перервану лише для запису двох нових пісень у 1998 році. Непідтверджені новини про смерть Лейна Стейлі з'являлися настільки часто, що це стало своєрідною міською легендою, а в сіетлській музичній газеті The Rocket відповідний некролог був підготовлений ще наприкінці 1990-х. Чутки стали реальністю 20 квітня 2002 року, коли Стейлі був знайдений мертвим у своєму будинку в Сіетлі. Було встановлено, що вокаліст загинув внаслідок передозування героїну та кокаїну. Смерть настала 5 квітня 2002 року, рівно через вісім років після смерті Курта Кобейна.

## Відгуки критиків

### Критика після виходу альбому
Спочатку альбом отримав змішані оцінки від музичних критиків. Так, Стівен Томас Ерлевайн із AllMusic нарікав: «[концерт] не пропонує нічого, чого їхні альбоми не пропонували раніше. Акустичні аранжування складніших пісень звучать, як щось нове, а решта — як повтори попередніх робіт, тільки не особливо енергійні». Оглядач журналу Rolling Stone Сенді Масуо писала у своїй рецензії: «Unplugged, безумовно, підтверджує емоційний діапазон і технічну майстерність Alice in Chains. Але йому бракує „електрики“ у багатьох аспектах. Концентрований катарсис музики гурту, як і раніше, найкраще чутний з підсилювачами, викрученими до межі». Журналіст видання Entertainment Weekly Том Сінклер виплеснув у рецензії особисті емоційні претензії, назвавши атмосферу виступу групи «наркоманської тугою», зазначивши, що спроба «нарядити кислотні похоронні піснеспіви [групи] в блискучий акустичний наряд мало що змінює». Наприкінці огляду автор поскаржився на «поганий посмак» після прослуховування.
З іншого боку, Пол Верна з журналу Billboard передбачив черговий зріст популярності гурту на MTV та потрапляння до плейлистів мейнстримного року. Аналізуючи популярність формату Unplugged у дев'яностих, журналістка журналу Classic Rock Шан Левеллін особливо відзначила виступи гранжових колективів, хоча і зауважила, що дивитись на концерт Alice in Chains було фізично важко через поганий стан Лейна Стейлі.
У першому випуску онлайн-журналу In Music We Trust, що вийшов у 1997 році, альбом був рекомендований до прослуховування всім фанатам Alice in Chains, які цінують акустичне звучання.

### Наступне визнання
Попри стримані відгуки відразу після виходу, надалі запис отримав визнання з боку музичної преси та набув статусу культового концертного альбому. Здебільшого це було пов'язано із загибеллю Лейна Стейлі: критики хвалили виконану ним роботу, зазначаючи, що вокаліст видав потужний виступ, попри свій фізичний стан. У статті, присвяченій 20-річчю альбому, оглядач сайту Diffuser.fm Брендан Менлі констатував: «Ось що врешті-решт робить виступ Alice in Chains чимось набагато більшим: це скороминущий момент, збережений надовго… документальне відтворення останнього внеску одного з найбільших вокалістів нашого часу». За словами Менлі, до смерті Стейлі призвела «низхідна спіраль депресії та вживання наркотиків, що прискорилася в 1996 році, коли він [Стейлі] проводив останні концерти з групою, включаючи запис альбому MTV Unplugged, що став класичним». 2018 року популярний американський покерний коментатор та комік Джо Степлтон під час інтерв'ю з Кантреллом заявив, що акустичне шоу Alice in Chains було «крутіше, ніж у Nirvana». У відповідь гітарист згадав свій улюблений момент із цього концерту: «Нам [групі] завжди подобалося [це шоу]. Один із моїх улюблених моментів — реакція Лейна наприкінці виступу, вона була чарівною, тому я добре його запам'ятав. Це був один із тих вечорів, коли всі дуже старалися, все було справді круто, публіка була просто чудовою. […] Здається, Лейн сказав: „Я всіх вас люблю, я хочу всіх вас обійняти, але я не робитиму цього!“ Після чого ми пішли зі сцени».
Барабанщик Alice in Chains Шон Кінні вважав MTV Unplugged однією з вершин у творчості гурту: "Канал нас довго вмовляв це зробити. До самого кінця всі були в напрузі. Майже не було репетицій, хлопці не з'являлися на точці — те саме щоразу. Але ми виступили, і все спрацювало. І тоді я зрозумів: «Окей, навіть якщо ми ніколи більше нічого не зробимо, я не буду засмучений. Я краще піду на піку [кар'єри], ніж щоразу викидатиму своє приладдя для приготування наркотиків в аеропорту перед посадкою на літак, сподіваючись, що мене не заарештують». Під час спілкування з Джеррі Кантреллом у лютому 2019 року барабанщик Metallica Ларс Ульріх назвав виступ «легендарним»: «Ця сесія стала однією з найлегендарніших з усіх акустичних виступів [MTV Unplugged]. Невже вся справа у часі, адже тоді все робили так? І ви, хлопці — можливо, разом із „Нірваною“ та однією-двома іншими групами — стали вишенькою на торті тих сесій для MTV».

### Історичне значення
Альбом посів 4-е місце у списку «15 найкращих епізодів за всю історію Unplugged» за версією журналу Rolling Stone. Автор рейтингу, Енді Грін, зазначив, що цей виступ став «останнім великим моментом групи з Лейном Стейлі», стан якого гіршав через важку наркотичну залежність. Особливо Грін відзначив «незабутні акустичні версії» таких хітів, як «Rooster», «Down in a Hole» і «Over Now».
Зашифроване повідомлення Майка Айнезу до музикантів групи Metallica зайняло 5-е місце у рейтингу газети Houston Press «10 найдивніших моментів MTV Unplugged». Загадкову фразу «Друг не дасть другу зробити коротку стрижку», написану фломастером на бас-гітарі, глядачі спочатку пов'язали з наркотиками. Пізніше стало відомо, що Айнез звертався до присутніх у залі членів «Металіки», які кардинально змінили імідж. Автор рейтингу Нейтон Сміт запитав: «Залишається незрозумілим, чому Айнез не міг просто сказати їм, що ненавидить їхні зачіски».
Виступ гурту Alice in Chains також увійшов до списку «6 класичних шоу MTV Unplugged» за версією радіостанції 101 WRIF . Автор статті назвав концерт «видатним» та «гіркувато-солодким», підкресливши, що, попри фізичний стан Стейлі та харчове отруєння Кантрелла, «своїм виступом Alice in Chains нагадали, внаслідок чого вони стали першою групою, яка прославилася за межами плодовитої музичної сцени Сіетла».
Американський онлайн-журнал Loudwire включив акустичну версію пісні «Down in a Hole» до збірки «10 незабутніх моментів з Лейном Стейлі». Сам концерт MTV Unplugged було названо «легендарним», а виконання Стейлі, якого віднесли до найвпливовіших співаків свого покоління — «несамовитим».

## Список композицій
| #   | Назва               | Автор                          | Переклад                     | Тривалість |
| --- | ------------------- | ------------------------------ | ---------------------------- | ---------- |
| 1.  | «Nutshell»          | Кантрелл, Айнез, Кінні, Стейлі | «Шкаралупа»                  | 4:58       |
| 2.  | «Brother»           | Кантрелл                       | «Брат»                       | 5:27       |
| 3.  | «No Excuses»        | Кантрелл                       | «Без виправдань»             | 4:57       |
| 4.  | «Sludge Factory»    | Кантрелл, Кінні, Стейлі        | «Фабрика бруду»              | 4:36       |
| 5.  | «Down in a Hole»    | Кантрелл                       | «Глибоко у прірві»           | 5:46       |
| 6.  | «Angry Chair»       | Стейлі                         | «Сердитий стул»              | 4:36       |
| 7.  | «Rooster»           | Кантрелл                       | «Задирака»                   | 6:41       |
| 8.  | «Got Me Wrong»      | Кантрелл                       | «Неправильно мене зрозуміла» | 4:59       |
| 9.  | «Heaven Beside You» | Кантрелл, Айнез                | «Небо поруч з тобою»         | 5:38       |
| 10. | «Would?»            | Кантрелл                       | «Якби»                       | 3:43       |
| 11. | «Frogs»             | Кантрелл, Айнез, Кінні, Стейлі | «Жаби»                       | 7:30       |
| 12. | «Over Now»          | Кантрелл, Кінні                | «Все закінчено»              | 7:12       |
| 13. | «Killer is Me»      | Кантрелл                       | «Вбивця — це я»              | 5:23       |

Пісні «Angry Chair», «Frogs» та «Killer is Me» були вирізані з трансляції на MTV, але ввійшли до виданого альбому та DVD. В аудіоверсію додані розмови музикантів із публікою у проміжках між піснями. У версії на DVD більша частина розмов відсутня, але, на відміну від аудіозапису, до неї увійшов невдалий дубль під час запису пісні «Sludge Factory» (загальна тривалість DVD-версії становить 73 хвилини).

## Учасники запису
| Alice in Chains - Лейн Стейлі — вокал, акустична гітара на «Angry Chair»; - Джеррі Кантрелл — акустична гітара, вокал; - Майк Айнез — акустична бас-гітара, акустична гітара на «Killer is Me»; - Шон Кінні — барабани, перкусія. Запрошені музиканти - Скотт Олсон — акустична гітара; акустична бас-гітара на «Killer is Me». | Технічний персонал - Тобі Райт — продюсування, звукозапис, зведення; - Алекс Колетті — продюсування; - Одрі Морріссі — продюсування; - Джон Харріс — звукозапис; - Дон Сі Тайлер — цифрова обробка; - Стівен Маркуссен — майстеринг; - Мері Маурер — артдирекція; - Даг Ерб — дизайн; - Денні Клінч — фотографування; - Сюзан Сільвер — менеджмент. |

## Місця у хіт-парадах
| Країна          | Найвища позиція |
| --------------- | --------------- |
| Австралія       | 12              |
| Австрія         | 23              |
| Велика Британія | 20              |
| Німеччина       | 46              |
| Нідерланди      | 33              |
| Нова Зеландія   | 8               |
| Норвегія        | 9               |
| США             | 3               |
| Фінляндія       | 13              |
| Швейцарія       | 41              |
| Швеція          | 7               |

| Рік  | Пісня                                        | Найвища позиція | Найвища позиція | Найвища позиція |
| Рік  | Пісня                                        | US Main         | US Mod          | CAN Alt         |
| ---- | -------------------------------------------- | --------------- | --------------- | --------------- |
| 1996 | «Over Now»                                   | 4               | 24              | —               |
| 1996 | «Would?»                                     | 19              | —               | 21              |
| 1996 | «—» означає, що пісня не потрапила до чарту. |                 |                 |                 |

| Хіт-парад (1996)    | Найвища позиція |
| ------------------- | --------------- |
| US Top Music Videos | 7               |